# Boarmia panconita
Boarmia panconita là một loài bướm đêm trong họ Geometridae.